# Окамото, Кодзо
Кодзо Окамото (яп. 岡本 公三 Окамото Ко:дзо:, род. 7 декабря 1947) — японский террорист и член Красной армии Японии. 30 мая 1972 года в возрасте 24 лет вместе с Цуёси (по другим источникам — Такэси) Окудайрой и Ясуюки Ясудой осуществивший террористический акт в аэропорту Лода. Единственный оставшийся в живых, он был задержан при попытке скрыться.

## Биография
Кодзо Окамото родился 7 декабря 1947 года в Японии. Он был родом из благополучной и обеспеченной семьи. Будучи студентом ботанической академии, он почти свободно владел японским, английским, китайским, арабским и еврейским языками. Будучи студентом, заинтересовался коммунистическими идеями и был завербован Красной Армией Японии. В начале 1970-х годов он направился в Ливан, где принял ислам, после чего отказался возвращаться на родину. В 1972 году он был взят в качестве одного из трёх бойцов для осуществления теракта для Организации освобождения Палестины. Он с остальными прошёл подготовку в тренировочном лагере организации в Ливане, и после передачи им поддельных паспортов и оружия в аэропорту Фьюмичино террористы сели на рейс авиакомпании «Эр Франс» на Токио, совершавший по дороге посадку в Лоде.

## 30 мая 1972
В четверг, 30 мая 1972 года 24-летний Кодзо Окамото, 27-летний Цуёси (по другим источникам Такэси) Окудайра и 25-летний Ясуюки Ясуда с поддельными паспортами успешно миновали паспортный контроль в аэропорту Лода. Около 12:04 по местному времени, получив свой багаж, они достали автоматы Калашникова и открыли огонь по людям в пассажирском терминале. Окудайра был убит в перестрелке с одним из охранников аэропорта. Ясуда, выбежав на лётное поле, расстрелял пассажиров, спускающихся с самолёта. После чего убил себя, приведя в действие ручную гранату у себя в руке. Увидев, что его сообщники мертвы, Окамото вышел из пассажирского терминала и открыл огонь по группе пассажиров, только что сошедших с прибывшего из Парижа самолёта. Когда боеприпасы в магазине кончились, он попытался скрыться, выбросив автомат и смешавшись с паникующей толпой, но его задержали сотрудники аэропорта на выходе.
Всего в теракте погибли 28 человек, среди них 11 паломников-христиан из Пуэрто-Рико и два террориста. Среди погибших был также бывший президент Академии наук Израиля Аарон Кацир, брат будущего президента Израиля Эфраима Кацира.

## Суд и наказание
На первый же вопрос полицейских о том, сожалеет ли Окамото о своём поступке, он ответил: «Да, но у меня не было выбора, я не мог не стрелять, теперь же мне остаётся только молиться за упокой душ погибших». А на вопрос, что он первым делом сделает, если окажется на воле, Кодзо ответил: «Я пойду и буду молить о прощении еврейский и пуэрто-риканский народы». Кодзо Окамото были предъявлены обвинения в совершении террористического акта, повлёкшего смерть 26 человек, незаконном владении и ношении огнестрельного оружия, а также в 72 покушениях на убийство, повлёкших за собой телесные повреждения. Ему был назначен опытный адвокат — Макс Кризман. Весь судебный процесс Окамото отказывался сотрудничать, чтобы спровоцировать смертный приговор. Однако 23 июля 1973 года двадцатипятилетний Кодзо Окамото был приговорён к пожизненному заключению в израильской тюрьме. Через 13 лет, в 1985 году, Окамото был выпущен и в рамках «сделки Джибриля» вместе с ещё более чем тысячей заключённых в обмен на трёх израильских солдат.

## Дальнейшая жизнь
Освободившись, Кодзо Окамото скрылся в Ливии, так как японское правительство, узнавшее о его освобождении и заочно осудившее Окамото к смертной казни за терроризм, потребовало его немедленного ареста и выдачи. Затем Окамото жил некоторое время также в Сирии, пока в конце 1996 года не перебрался к членам Красной Армии Японии в Ливан. 15 февраля 1997 года он вместе с ещё четырьмя членами Красной Армии Японии был задержан полицией Ливана за подделку паспортов и просроченные визы. 31 июля 1997 года все пятеро были приговорены ливанским судом к 3 годам тюрьмы. В 2000 году, по освобождении, Кодзо Окамото было предоставлено политическое убежище, а остальные четверо были депортированы из страны на родину. В настоящий момент Окамото проживает в Ливане. Японское правительство периодически отправляет запросы о выдаче бывшего террориста, однако все они пока были отклонены.

## В культуре
В 1999 году был снят документальный фильм о истории Окамото.